# حافظ أحمد باشا الكوبريللي
حافظ أحمد باشا الكوبريللي سياسي عثماني شغل منصب والي مصر منذ 1769 حتى 1769.